# Đế quốc Angevin
Đế quốc Angevin (/ˈændʒəvɪn/; tiếng Pháp: L'Empire Plantagenêt), trong việc sử dụng thuật ngữ hiện đại, là thuật ngữ chung chỉ các khu vực thuộc sở hữu của các vị vua Angevin của nước Anh trong thế kỷ 12 và 13. Những vị chủ nhân của đế quốc là Henry II (trị vì 1154–1189), Richard I (trị vì 1189–1199) và John (trị vì 1199–1216).
Các Angevin của Nhà Plantagenet cai trị trên một diện tích bao phủ một nửa của Pháp, tất cả các nước Anh, và các khu vực của Ireland và xứ Wales, và có ảnh hưởng hơn nữa trong nhiều quần đảo Anh còn lại. Vương quốc Scotland và Thân vương quốc Wales là những chư đầu quan trọng của đế chế này. Các đế chế được thành lập bởi Henry II của Anh, là vua của nước Anh, bá tước của Anjou, và công tước xứ Normandy. Trong năm 1152, thông qua cuộc hôn nhân với Eleanor xứ Aquitaine, ông trở thành người cai trị Công quốc Aquitaine.
Tầm ảnh hưởng và quyền lực của Nhà Anjou đã kéo họ vào cuộc cạnh tranh với các vua Pháp của Nhà Capet. Mặc dù cai trị nhiều đất đai của Angevin, con trai của Henry là John đã bị đánh bại trong cuộc chiến tranh Anh - Pháp (1213-1214) với vua Philip II của Pháp trong trận Bouvines. John bị mất quyền kiểm soát hầu hết các lãnh thổ ở lục địa của mình, trừ Gascony ở miền nam Aquitaine. Thất bại này nhen nhóm những xung đột tiếp theo giữa Anh và Pháp, và cuối cùng là chiến tranh Trăm năm.